# Villinge, Helsingfors
Villinge (finska: Villinki) är en ö och en stadsdel i Degerö distrikt i Helsingfors stad. 
Villinge består endast av fritidsbebyggelse trots att ön har status som stadsdel nummer 50 i Helsingfors. Det finns ingen landförbindelse till Villinge. 
På ön finns Villinge gård, som avskiljdes från Degerö gård 1798. Huvudbyggnaden är från 1860-talet. På ön finns 40 sommarvillor, främst från 1910- och 1920-talen. Dessutom finns det några nyrenässansvillor från slutet av 1800-talet samt villor i jugendstil från början av 1900-talet. En del villor är byggda på 1960-talet. Till öns landskap hör också långa stengärdsgårdar. Museiverket har klassat Villinge som en kulturhistoriskt värdefull miljö.